# Открытый чемпионат Софии по теннису
Открытый чемпионат Софии по теннису среди мужчин (англ. ATP Sofia Open) — мужской международный профессиональный теннисный турнир, проходящий в Софии (Болгария) на закрытых хардовых кортах. Турнир относится к категории ATP 250 с призовым фондом в размере около 600 тысяч евро и турнирной сеткой, рассчитанной на 28 участников в одиночном разряде и 16 пар.

## Общая информация
Турнир появился в календаре Мирового тура ATP в 2016 году. В календаре он занял место в февральской европейской части сезона, проводящейся в зале на харде. В 2020 году турнир был перенесён на осень.
Проводится на арене «Армеец», вмещающей 12 000 зрителей.
Победители и финалисты
Первым чемпионом турнира в одиночном разряде стал испанец Роберто Баутиста Агут. В следующем 2017 году при аншлаге на трибунах в финале победу одержал местный любимец Григор Димитров.
Первым кто смог выиграть турнир дважды в одиночном разряде стал итальянец Янник Синнер, победивший в 2020 и в 2021 годах. В парном разряде дважды выиграть турнир с разными партнёрами получилось у Матве Мидделкопа из Нидерландов в 2016 и 2018 годах.

## Финалы турнира
| Год  | Победитель            | Финалист       | Счёт              |
| ---- | --------------------- | -------------- | ----------------- |
| 2023 | Адриан Маннарино      | Джек Дрейпер   | 7-6(6) 2-6 6-3    |
| 2022 | Марк-Андреа Хюслер    | Хольгер Руне   | 6-4 7-6(8)        |
| 2021 | Янник Синнер (2)      | Гаэль Монфис   | 6-3 6-4           |
| 2020 | Янник Синнер          | Вашек Поспишил | 6-4 3-6 7-6(3)    |
| 2019 | Даниил Медведев       | Мартон Фучович | 6-4 6-3           |
| 2018 | Мирза Башич           | Мариус Копил   | 7-6(6) 6-7(4) 6-4 |
| 2017 | Григор Димитров       | Давид Гоффен   | 7-5 6-4           |
| 2016 | Роберто Баутиста Агут | Виктор Троицки | 6-3 6-4           |

| Год  | Победители                          | Финалисты                        | Счёт               |
| ---- | ----------------------------------- | -------------------------------- | ------------------ |
| 2023 | Александр Недовесов Гонсало Эскобар | Джулиан Кэш Никола Мектич        | 6-3 3-6 [13-11]    |
| 2022 | Давид Вега Эрнандес Рафаэл Матос    | Оскар Отте Фабиан Фаллерт        | 3-6 7-5 [10-8]     |
| 2021 | Джонни О'Мара Кен Скупски           | Оливер Марах Филипп Освальд      | 6-3 6-4            |
| 2020 | Джейми Маррей Нил Скупски           | Юрген Мельцер Эдуар Роже-Васслен | Без игры           |
| 2019 | Никола Мектич Юрген Мельцер         | Кристофер Рунгкат Се Чжэнпэн     | 6-2 4-6 [10-2]     |
| 2018 | Матве Мидделкоп (2) Робин Хасе      | Никола Мектич Александр Пейя     | 5-7 6-4 [10-4]     |
| 2017 | Ненад Зимонич Виктор Троицки        | Михаил Елгин Андрей Кузнецов     | 6-4 6-4            |
| 2016 | Уэсли Колхоф Матве Мидделкоп        | Филипп Освальд Адиль Шамасдин    | 5-7 7-6(11) [10-6] |